# 先山昭夫
先山 昭夫（さきやま あきお、1939年〈昭和14年〉8月16日 -  2015年〈平成27年〉8月25日）は、日本の政治家。元奈良県香芝市長（3期）。旭日小綬章受章。位階は従五位。

## 経歴
奈良県出身。奈良県立短期大学卒。卒業後は香芝町役場に勤務し、助役などを務める。1996年〈平成8年〉香芝市長選挙に立候補し、現職の瀬田道弘を破って当選する。2000年〈平成12年〉は無投票当選。2004年〈平成16年〉に三選した。2008年〈平成20年〉に退任。2010年春の叙勲で旭日小綬章を受章。2015年〈平成27年〉死去。死没日付をもって叙従五位。